# Peep o' Day Boys
Os Peep o' Day Boys era uma sociedade secreta protestante da Irlanda do século XVIII, ativa nas décadas de 1780 e 1790 e precursora da Ordem de Orange.